# 雪の断章 -情熱-
『雪の断章 -情熱-』（ゆきのだんしょう じょうねつ）は、1985年12月21日に公開された東宝映画製作、東宝配給の日本映画である。斉藤由貴の初主演作品で、相米慎二の監督による。

## 概要
2人の男性に囲まれて育ったみなし児の少女が、殺人事件に巻きこまれ、大人になっていく姿を描く。
二千万円テレビ懸賞小説1975年度佳作入選作品である佐々木丸美『雪の断章』を原作とする。

## スタッフ
- 製作：伊地智啓、富山省吾
- 原作：佐々木丸美
- 脚本：田中陽造
- 音楽：Light House Project
- 撮影：五十畑幸勇
- 美術：小川富美夫
- 録音：斉藤禎一
- 照明：熊谷秀夫
- 編集：池田美千子
- 助監督：米田興弘
- 製作担当者：徳増俊郎
- 衣装コーディネート：小川久美子
- 製作協力：キティ・フィルム、全日空
- 監督：相米慎二

## キャスト
- 夏樹伊織：斉藤由貴
- 広瀬雄一：榎木孝明
- 那波裕子：岡本舞
- 細野恵子：矢代朝子
- 那波佐智子：藤本恭子
- 夏樹伊織（子供時代）：中里真美
- 那波裕子（子供時代）：谷本重美(小川範子)
- お手伝い・伸江：伊藤公子
- 女の浮浪者：東静子
- 管理人：高山千草
- 那波夫人：中真千子
- 吉岡刑事：レオナルド熊
- 学校の先生：塩沢とき
- 管理人・丸山：伊達三郎
- 風間修：斎藤康彦
- 近井：酒井敏也
- 川田：加藤賢崇
- 那波孝三：大矢兼臣
- 同僚：森英治
- 屋台の親父：寺田農
- 車掌：伊武雅刀（出演シーンカット）
- カネ：河内桃子
- 津島大介：世良公則

## 製作
製作発表時には1985年9月末クランクイン、同年11月中旬クランクアップと発表されていた。

## 主題歌
斉藤由貴「情熱」（発売元：キャニオン・レコード）

## 同時上映
「姉妹坂」
- 出演：紺野美沙子、浅野温子、沢口靖子、富田靖子、尾美としのり、宮川一朗太
- 監督：大林宣彦

## 関連文献
- 『雪の断章 : 情熱 シナリオ写真集』東宝株式会社事業部出版・商品販促室、1985年12月21日。

| スタブアイコン | サブスタブ | この項目は、まだ閲覧者の調べものの参照としては役立たない、映画に関連した書きかけの項目です。この項目を加筆・訂正などしてくださる協力者を求めています（P:映画/PJ:映画）。 |